# Kimi no uta (chanson)
Pour les articles homonymes, voir Kimi no uta.
Singles de abingdon Boys School
JAP From Dusk Till Dawn
Kimi no uta est le septième single du groupe de rock japonais abingdon boys school. Le morceau principal a été utilisé pour le générique de début de l'anime Tokyo Magnitude 8.0.

## Liste des morceaux
1. Kimi no uta - 04:12
2. STEALTH -Reigoushiki JAP- - 04:00

## Musiciens
- Takanori Nishikawa - chant
- Sunao - guitare
- Hiroshi Shibasaki - guitare
- Toshiyuki Kishi - clavier